# Adiutant Jego Wysokości
Adiutant Jego Wysokości (cz. Pobočník Jeho Výsosti) – czechosłowacki film komediowy z 1933 w reżyserii Martina Friča. Adaptacja sztuki teatralnej Emila Artura Longena.

## Obsada
- Vlasta Burian jako nadporucznik Alois Patera
- Suzanne Marwille jako księżniczka Anna Luisa
- Nora Stallich jako książę Evžen
- Helga Nováková jako Pepina Kalašová
- Jaroslav Marvan jako pułkownik
- Bedřich Vrbský jako podpułkownik Kinzl
- Ladislav Hemmer jako rotmistrz Richard Mádr
- Ella Šárková jako hostessa
- Antonín Vaverka jako cesarz Franciszek Józef I
- Josef Rovenský jako dorożkarz
- František Kreuzmann jako Pačes
- Míla Reymonová jako skrzypaczka w barze
- Čeněk Šlégl jako kelner w barze
- František Černý jako kucharz
- Alexander Třebovský jako Guth, policyjny radca
- Milka Balek-Brodská jako pokojówka księżniczki
- Gustav Hilmar jako nadworny dostawca mundurów
- František Malý jako nadworny dostawca
- Karel Postranecký jako nadworny dostawca
- Eman Fiala jako fotograf
- Václav Pecián jako policjant
- Václav Menger jako żołnierz

## Źródła
- Adiutant Jego Wysokości w bazie IMDb (ang.)
- Adiutant Jego Wysokości w bazie Filmweb
- Pobočník Jeho Výsosti w bazie Kinobox.cz (cz.)
- Pobočník Jeho Výsosti. w bazie ČSFD.cz. (cz.).
- Pobočník Jeho Výsosti. w bazie FDb.cz. (cz.).